# Nokia Lumia 1020
Nokia Lumia 1020 е смартфон от серията Lumia, разработен от Nokia и обявен на 11 юли 2013 г. на събитие в Ню Йорк. Телефонът е с операционната система Windows Phone 8, но е съвместим и с Windows Phone 8.1. Отличава се със своята 41-мегапикселова камера с оптична стабилизация и оптика на Zeiss. Устройстовото е смятано за телефонa с най-добра камера за времето си.